# Mastoura Soudani
Mastoura Soudani (ur. 25 lipca 2003) – algierska zapaśniczka walcząca w stylu wolnym. Brązowa medalistka mistrzostw Afryki w 2022 i 2024. Zajęła czwarte miejsce na igrzyskach śródziemnomorskich w 2022. Wygrała mistrzostwa Afryki juniorów w 2022; trzecia w 2020 roku.